# Nagy rókalepke
A nagy rókalepke (Nymphalis polychloros) a lepkék (Lepidoptera) rendjéhez sorolt tarkalepkefélék (Nymphalidae) családjában a rókalepke (Nymphalis) nem egyik faja.

## Előfordulása
Eurázsiai jellegű (emellett Észak-Afrikában is megtalálható) faj, amely a 20. század vége felé erősen megritkult. A legtöbb nyugat-európai országban és Magyarországon is védett.

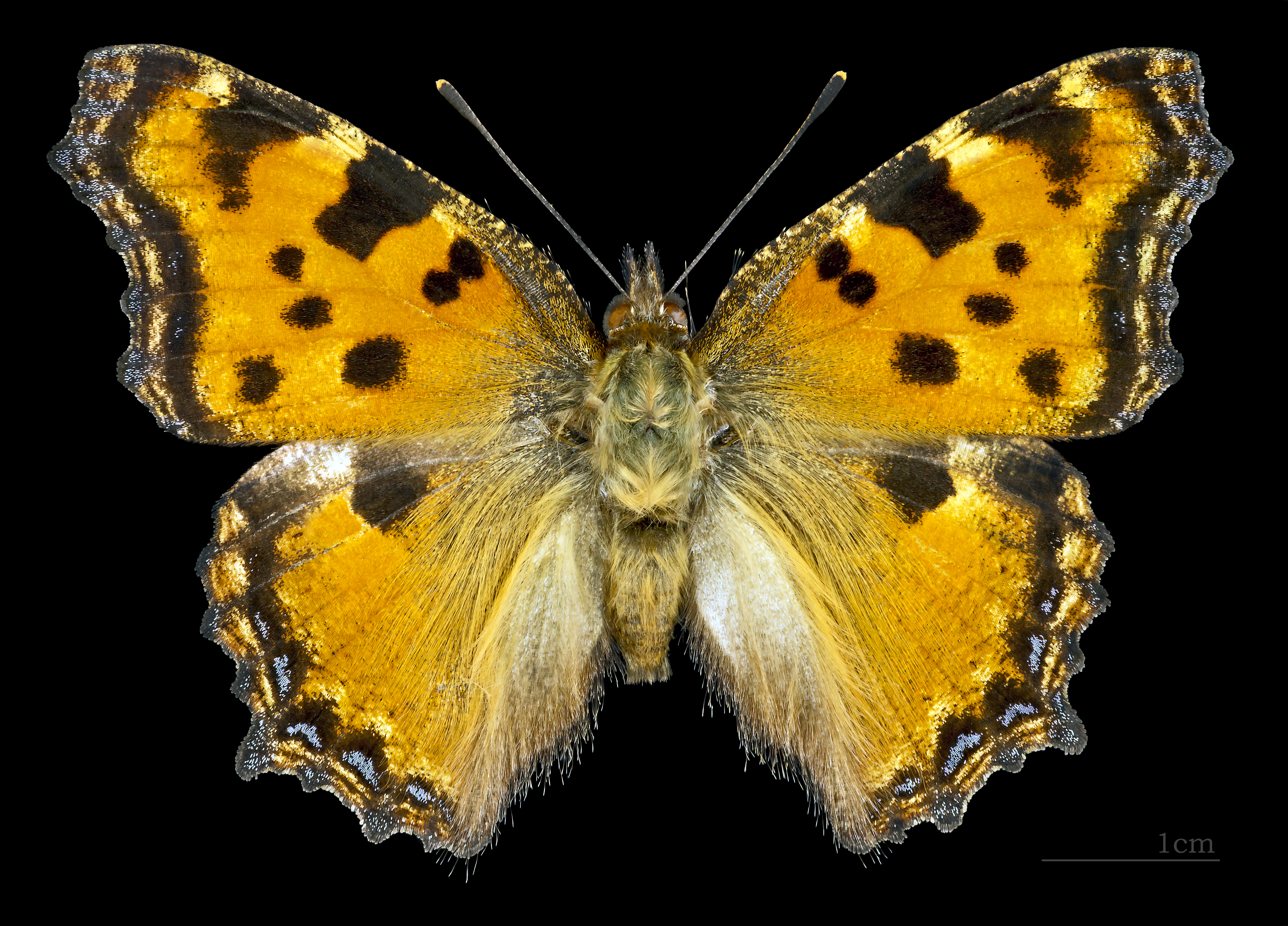
♂
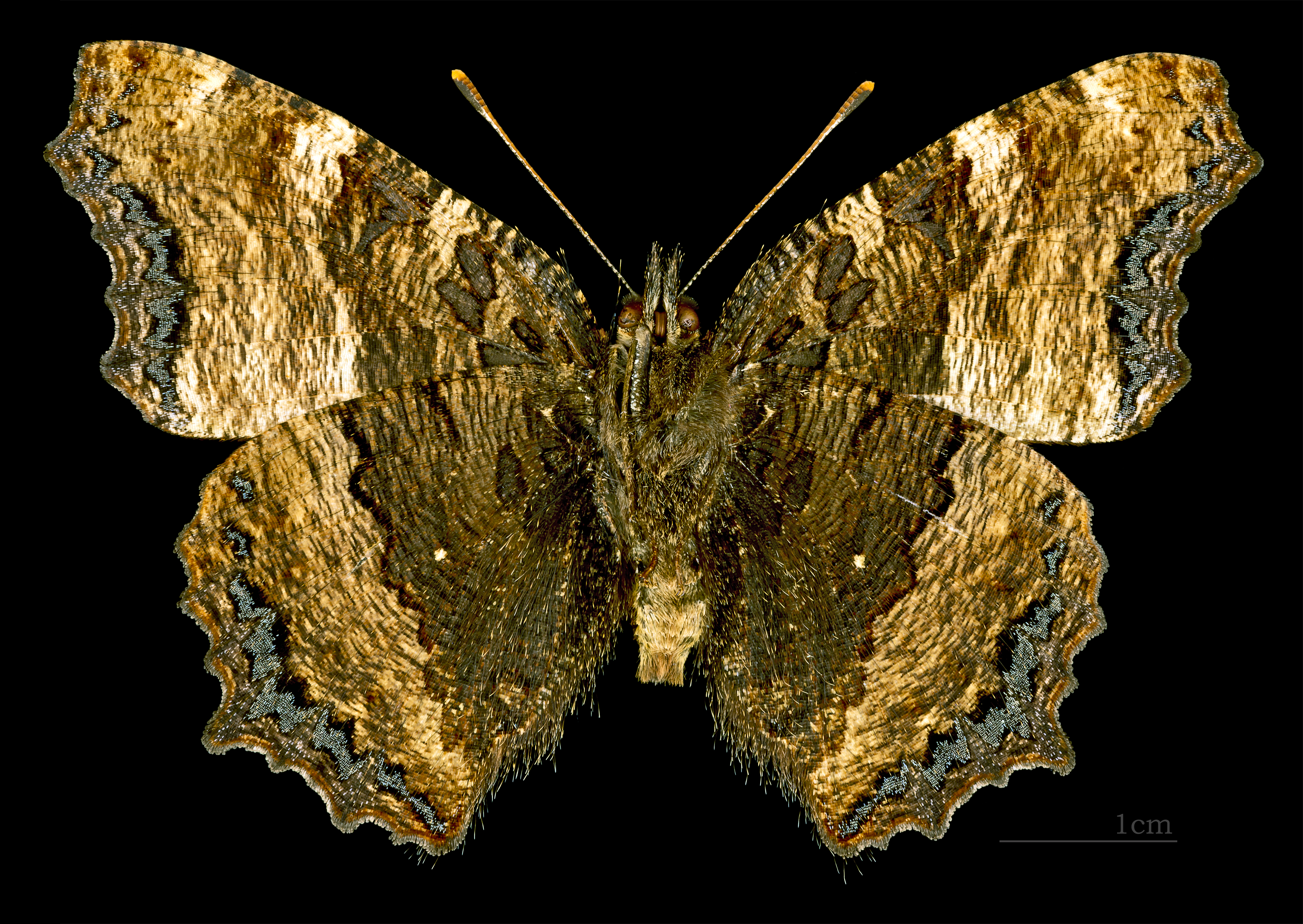
♂ △

## Megjelenése, felépítése
Tompán narancsszínű szárnyát fekete foltok pöttyözik. Szárnyának fesztávolsága 5–6 cm, a szárny szőrös. A szárnyak fonáka foltos barna, mindkét szárnyon kék szegéllyel. Hasonlít az ismertebb kis rókalepkére, de (mint neve is mutatja) nagyobb termetű, hátsó szárnyán kevés a fekete szín és az első szárny szegélye nem fehér, hanem jellemzően palaszürke.
Hernyója fehéren pöttyözött fekete, narancsbarna tüskékkel. A hátán végighúzódó narancsbarna sáv kiterjed az oldalaira is.

## Életmódja, élőhelye
Erdei faj: nagyobb erdőkben, illetve azok közelében él.
Az imágók telelnek át padlásokon, melléképületekben, fák üregében és farakásokban. Petecsomóit tavasszal a szil, a fűz vagy más fák ágcsúcsaira rakja. A kis hernyók lombfakadáskor kelnek ki. Eleinte társasan, közös szövedékben élnek; nagyobb korukban szétszélednek. Polifágok: többféle lombhullató fa levelein is megélnek.
Az imágók márciusban tűnnek fel; szívesen szívogatják a sérült fák nedvét.

## Alfajok, változatok
- Nymphalis polychloros dilucidus Fruhstorfer, 1907
- Nymphalis polychloros fervida Standfuss, 1896